# Circuito das Ardenas (autódromo)

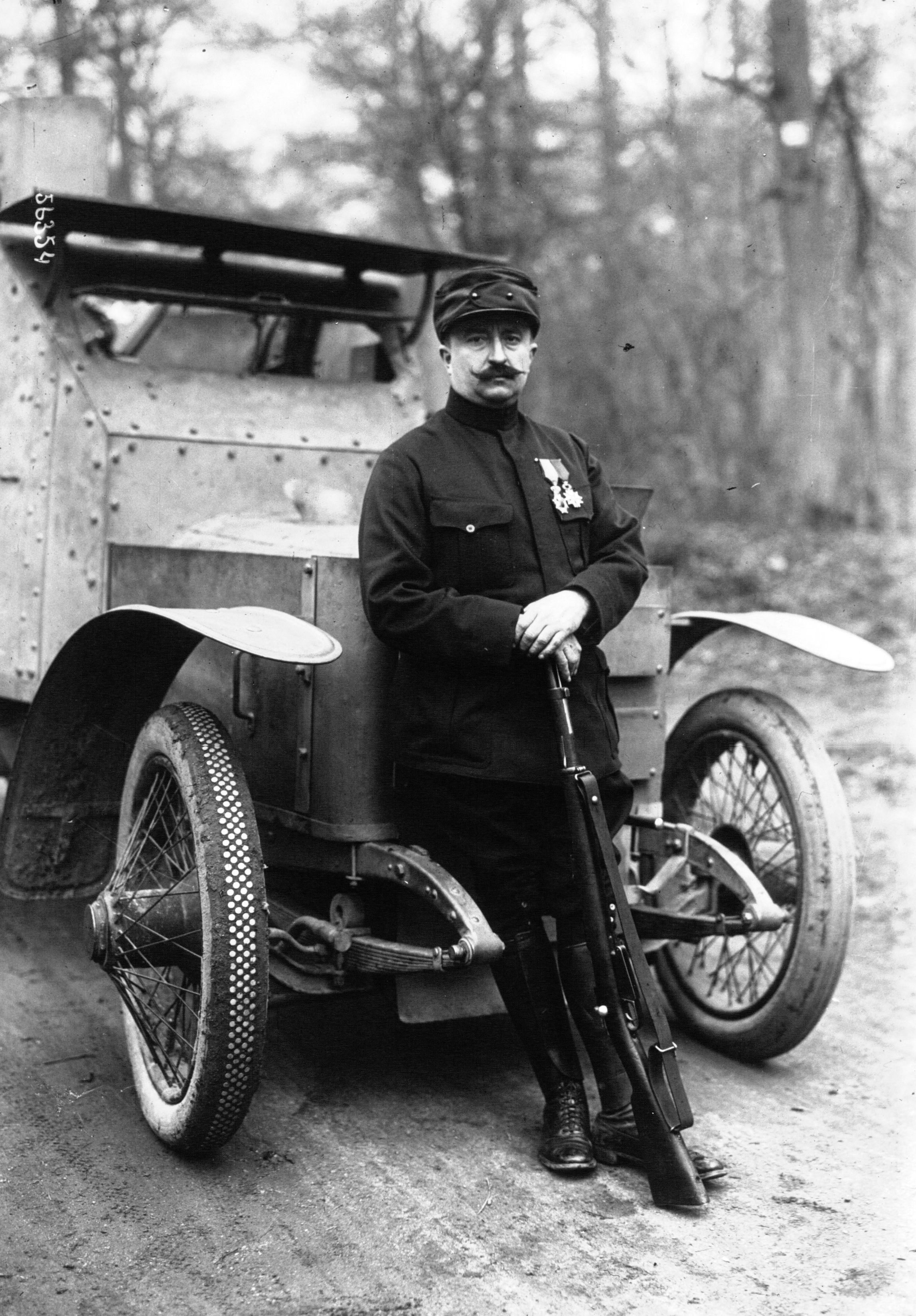
O barão Pierre de Crawhez, iniciador do Circuito, e vencedor da segunda edição. Foto de 1915

O Circuito das Ardenas (nome original em francês: Circuit des Ardennes) era uma corrida de carros organizada anualmente no autódromo de Bastogne. Disputou-se entre 1902 e 1907. Foi a primeira corrida importante em correr sobre um percurso fechado, em vez de entre duas cidades. O nome utilizou-se posteriormente para um rally que fazia parte dos campeonatos nacionais holandêses e belgas.

## História
O evento foi organizado pelo Real Automóvel Clube da Bélgica, por iniciativa de seu presidente Pierre de Crawhez, um dos três barões pilotos</ref> em 1897.
A primeira edição teve lugar na quinta-feira 31 de julho de 1902. Os participantes dividiram-se em cinco categorias, segundo o tipo de veículo: automóveis pesados, automóveis ligeiros, voiturettes, ciclomotores e motocicletas. A estrada ligava as localidades de Bastogne, Longlier, Hamipré e Habay-la-Neuve e depois regressava a Bastogne, formando uma volta de uns 85 km, que devia ser percorrido seis vezes pelos automóveis e duas vezes pelas motocicletas. O barão Crawhez foi o primeiro em tomar a saída, seguido por outros cinquenta e cinco competidores que saíram um depois de outro a cada minuto. Contrariamente ao que poderia se temer, a carreira produziu poucos acidentes, sendo o mais grave o sofrido por Jenatzy depois de um resvale, que milagrosamente se saldou com tão só algumas excoriações. Trinta e três condutores conseguiram completar a carreira. O ganhador, na categoria "carros pesados", foi o britânico Jarrott, que a bordo do seu Panhard & Levassor, terminou a prova (512 km ao todo) em 5 horas. 53 minutos e 39 segundos, com uma média de 86,7 km/h. Rigolly ganhou a categoria de "carros ligeiros" ao volante de um Gobron-Brillié.
A segunda edição teve lugar na segunda-feira 22 de junho de 1903. A interrupção forçada da desastrosa corrida Paris-Madri, um mês antes, fez aumentar o interesse no circuito, cuja estrada era idêntica à da primeira edição.

## Ganhadores no Circuito das Ardenas

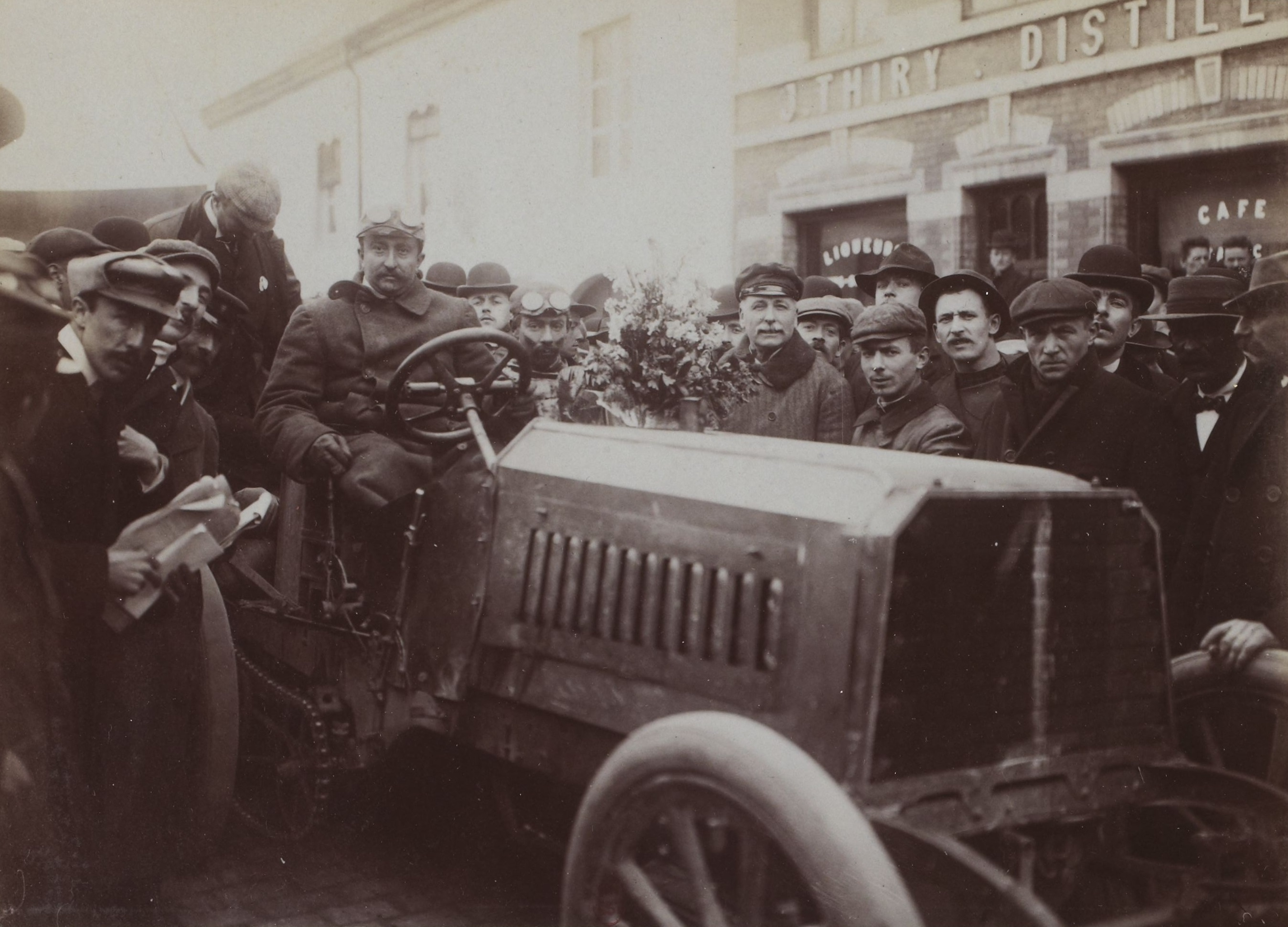
Pierre de Crawhez, vencedor no Circuito das Ardenas em junho de 1903

| Ano  | Fórmula       | Condutor            | Construtor      | Localização | Relatório |
| ---- | ------------- | ------------------- | --------------- | ----------- | --------- |
| 1902 | Grande Prêmio | Charles Jarrott     | Panhard 70      | Bastogne    | Relatório |
| 1903 | Grande Prêmio | Pierre de Crawhez   | Panhard 70      | Bastogne    | Relatório |
| 1904 | Grande Prêmio | George Heath        | Panhard 70      | Bastogne    | Relatório |
| 1905 | Grande Prêmio | Victor Hémery       | Darracq         | Bastogne    | Relatório |
| 1906 | Grande Prêmio | Arthur Duray        | Lorena-Dietrich | Bastogne    | Relatório |
| 1907 | Grande Prêmio | Pierre de Provee    | Mercedes-Benz   | Bastogne    | Relatório |
| 1907 | Kaiserpreis   | John Moore-Brabazon | Minerva         | Bastogne    | Relatório |

## Imagens
|  |  |  |

|  |  |  |